# Giải quần vợt Wimbledon 2019 - Đôi nam khách mời cao tuổi
Jonas Björkman và Todd Woodbridge là đương kim vô địch và bảo vệ thành công chức vô địch, sau khi đánh bại Jacco Eltingh và Paul Haarhuis tại chung kết với tỷ số 4−6, 6−3, [10−6].

## Kết quả

### Từ viết tắt
| - Q = Vòng loại - WC = Đặc cách - LL = Thua cuộc may mắn - Alt = Thay thế - SE = Miễn đặc biệt | - PR = Bảo toàn thứ hạng - w/o = Thắng nhờ đối thủ rút lui trước trận đấu - r = Bỏ cuộc giữa trận đấu - d = Bị xử thua - SR = Xếp hạng đặc biệt |

### Chung kết
|  | Chung kết |                                |   |   |      |  |
|  |           |                                |   |   |      |  |
|  | A3        | Jonas Björkman Todd Woodbridge | 4 | 6 | [10] |  |
|  | B1        | Jacco Eltingh Paul Haarhuis    | 6 | 3 | [6]  |  |

### Bảng A
|    |                                 | Bahrami Wilkinson | Bates Castle     | Björkman Woodbridge | Ferreira Woodforde | RR W–L | Set W–L | Game W–L | Xếp hạng |
| A1 | Mansour Bahrami Chris Wilkinson |                   | 4–6, 6–3, [4–10] | 4–6, 3–6            | 3–6, 5–7           | 0–3    | 1–6     | 25–35    | 4        |
| A2 | Jeremy Bates Andrew Castle      | 6–4, 3–6, [10–4]  |                  | 4–6, 2–6            | 5–7, 6–7(3–7)      | 1–2    | 2–5     | 27–36    | 3        |
| A3 | Jonas Björkman Todd Woodbridge  | 6–4, 6–3          | 6–4, 6–2         |                     | 6−3, 6−3           | 3–0    | 6−0     | 36–19    | 1        |
| A4 | Wayne Ferreira Mark Woodforde   | 6–3, 7–5          | 7–5, 7–6(7–3)    | 3−6, 3−6            |                    | 2–1    | 4–2     | 33–31    | 2        |

### Bảng B
|    |                               | Eltingh Haarhuis | Krajicek Petchey | Leconte McEnroe | Rusedski Santoro | RR W–L | Set W–L | Game W–L | Xếp hạng |
| B1 | Jacco Eltingh Paul Haarhuis   |                  | 5−7, 6−1, [10−7] | 6−3, 7−5        | 3–6, 1–1, ret.   | 3−0    | 5−2     | 29−23    | 1        |
| B2 | Richard Krajicek Mark Petchey | 7−5, 1−6, [7−10] |                  | 6−3, 6−4        | 5−7, 3−6         | 1−2    | 3−4     | 28−32    | 3        |
| B3 | Henri Leconte Patrick McEnroe | 3−6, 5−7         | 3−6, 4−6         |                 | 4–6, 2–6         | 0−3    | 0−6     | 21−37    | 4        |
| B4 | Greg Rusedski Fabrice Santoro | 6–3, 1–1, ret.   | 7−5, 6−3         | 6–4, 6–2        |                  | 2−1    | 5−1     | 32−18    | 2        |